# 中華民國發展史

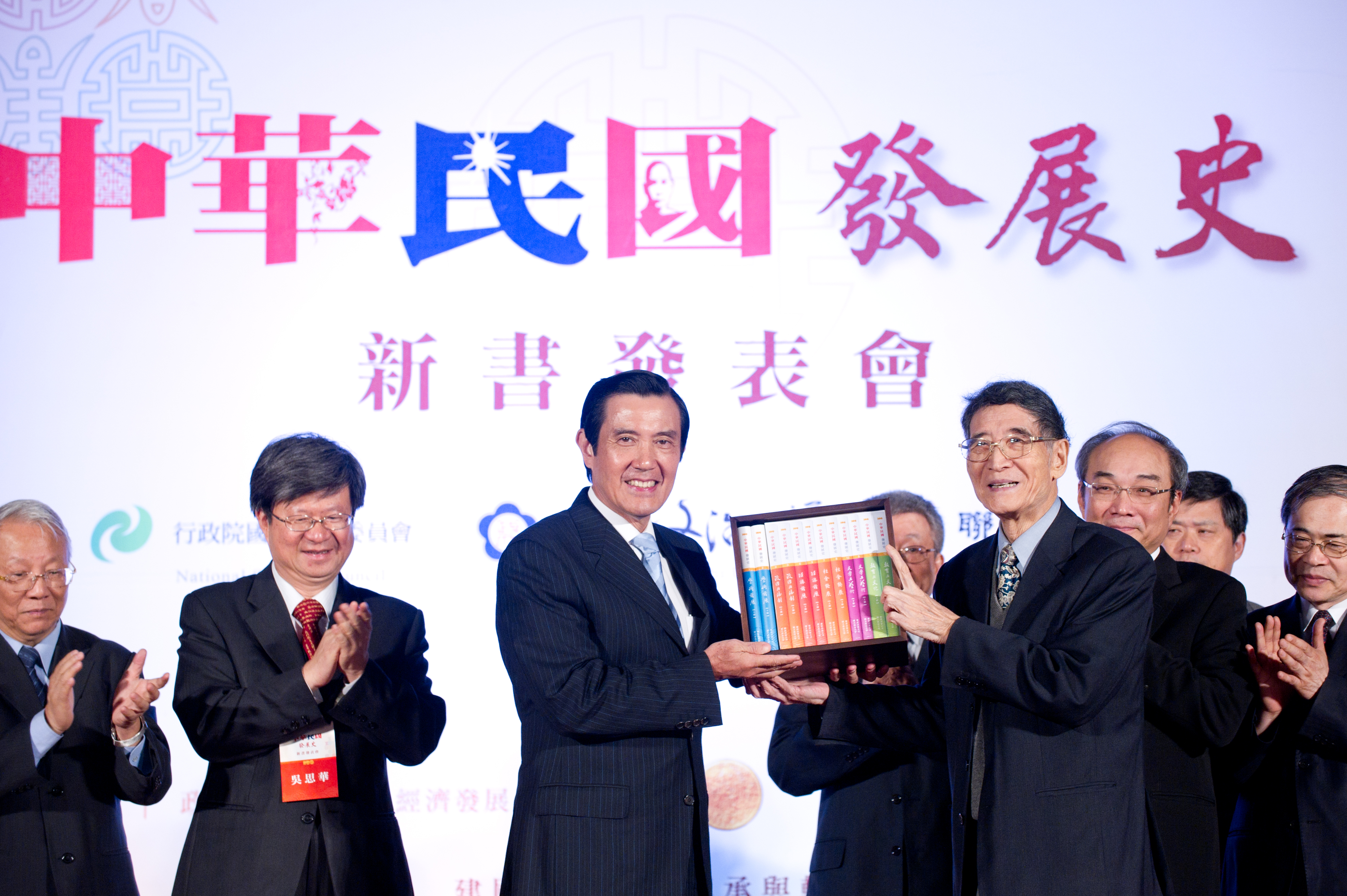
時任中華民國總統馬英九出席國立政治大學《中華民國發展史》新書發表會

《中華民國發展史》是一套中華民國歷史叢書，由國立政治大學於2011年（民國100年）推出，是中華民國政府慶祝建國百年項目之一。該書為中華民國之史書，共12冊，由政大主導整合臺灣學術界編纂，記錄中華民國建國後百年來與臺灣的發展歷程，著重台灣日治時期、中華民國大陸時期與台灣戰後時期歷程。
該書由行政院國家科學委員會補助、國立政治大學主導編纂、聯經出版公司印刷出版。內容概分〈學術發展〉、〈政治與法制〉、〈經濟發展〉、〈社會發展〉、〈文學與藝術〉與〈教育與文化〉六大類，總計將近350萬字，圖表與照片650張。設定為「全民詮釋歷史」，以「中華民國在地化」的轉型史觀，以表現「中華民國在台灣」為中心理念。

## 史觀
| 轉型史觀 | 「中華民國在地化」 |
| 中心理念 | 「中華民國在台灣」 |
| 三大主軸 |                    |
| 過去     | 由全民詮釋歷史     |
| 現在     | 讓世界看見台灣     |
| 未來     | 共同攜手邁向未來   |

### 雙源史觀
修史團隊設定「Y字型」歷史發展主軸（或被稱「Y型史觀」）：台灣日治時期與中華民國大陸時期以民國34年（1945年）、38年（1949年）為兩大重要分野。臺灣在1945年由中華民國接管統治，1949年中華民國政府撤遷臺灣，此後台灣及中華民國合而為一，匯為「中華民國在臺灣」。書中撰述比例，比重約為二比三。內容針對高中以上讀者撰寫，讓更多人都能親近中華民國的歷史。

### 全民詮釋
該書被定位為「非官修歷史」，異於中國傳統上撰修前朝歷史之方式。中華民國總統馬英九強調是「真正由全民來詮釋歷史」，政治力不能干預介入學術。編纂該書經費雖為政府補助出資，但從未因此影響撰寫者的歷史觀點。

## 編纂團隊
| 領域         | 主筆/負責人                                       |
| ------------ | ------------------------------------------------- |
| 百年學術發展 | 王汎森（中研院院士）                              |
| 政治與法制   | 胡佛（中研院院士） 趙永茂（台大社科院院長）       |
| 經濟發展     | 劉翠溶（中研院院士） 周濟（世新大學經濟系主任）   |
| 社會發展     | 李亦園（中研院院士） 章英華（中研院人社中心主任） |
| 文學與藝術   | 陳芳明（政大台灣文學研究所） 林惺嶽（畫家）       |
| 教育與文化   | 漢寶德（建築學者） 呂芳上（國史館館長）           |

國立政治大學於2009年向行政院國家科學委員會提出申請配合建國百年國慶活動，規劃撰寫 《中華民國發展史》 ，介紹自民國成立以至政府遷臺後的各項建設與發展，希望建構中華民國的主體論述，說明國家發展的困難與願景。編纂歷時將近兩年的時間。編纂團隊包括學者及民間參與：先由諮詢委員會（于宗先、孫震、李亦園、張玉法、胡佛）共商編纂宗旨及內容綱要，彙整「六大主軸」。六大主軸召集人，再擬定130個議題，分由149位學者撰寫，撰寫者分別任職行政院、考試院、中央研究院、國立故宮博物院、國史館，以及國內外35所大學、14所學術研究機構；並動用四百多位研究人才。

## 外部連結
- 中華民國發展史撰寫計畫_政治大學專頁（页面存档备份，存于）
- 中華民國發展史_套書介紹影片（页面存档备份，存于）